# Batalla d'Aizkraukle
La batalla d'Aizkraukle o d'Ascheraden va tenir lloc el 5 de març de 1279 en el marc de la Croada Livoniana i va enfrontar el Gran Ducat de Lituània liderat per Traidenis i l'Orde Livonià prop de la localitat d'Aizkraukle (a l'actual Letònia). L'Orde va patir una gran desfeta i 71 cavallers, inclòs el Gran Mestre Ernst von Rassburg van morir en la batalla. Després de la batalla Nameisis i els Semigalians van reconèixer Traidenis com el seu suzerani. La derrota va suposar un gran retrocés per a les aspiracions teutones a la regió.